# Hans von Haugwitz
Hans von Haugwitz (ur. XV w., zm. 1517 r.) – pierwszy wolny pan stanowy Sycowa od 1489 r.
Należał do starej rycerskiej rodziny wywodzącej się z Moraw – Haugwitzów, która posiadała swoje majątki rycerskie na Śląsku i ziemi kłodzkiej. 
Po próbie samowolnego zajęcia Ścinawy i Rudnej przez księcia oleśnickiego Konrada X Białego i sprzymierzeniu się z Janem II Szalonym, księciem żagańskim przeciwko królowi węgierskiemu Maciejowi Korwinowi został wysłany na wyprawę przeciwko buntownikom w 1489 r. zajmując księstwo oleśnickie.
Mimo prób powrotu do księstwa Konrada Białego udało mu się zatrzymać w swoich rękach wschodnią część księstwa, która została mu oficjalnie nadana w 1489 r. jako  tzw. wolne państwo stanowe,  w zamian za posiadłości lenne utracone w Namysłowie.  
Dopuścił do współrządów swojego brata – Hynka. W 1494 r. przeniósł się na Morawy, gdzie objął dobra ojcowskie.